# Robin Cheong
Robin Haeyoun Cheong (* 16. Dezember 1988 in Südkorea) ist eine neuseeländische Taekwondoin südkoreanischer Abstammung, die in der Gewichtsklasse bis 57 Kilogramm startet.
Cheong trainiert unter Nationaltrainer Jin Keun-oh am Leistungszentrum in Browns Bay, nutzt vor wichtigen Wettkämpfen aber auch die Möglichkeit, sich in ihrem Heimatland vorzubereiten. Sie nimmt seit dem Jahr 2006 an kontinentalen Wettkämpfen teil. Cheong schaffte die Qualifikation für die Olympischen Spiele 2008 in Peking. Dort erreichte sie das Viertelfinale, schied dann aber gegen die spätere Olympiasiegerin Lim Su-jeong aus und belegte nach einer weiteren Niederlage in der Hoffnungsrunde im Endklassement Rang sieben. Mitte des Jahres 2011 konnte sich Cheong mit einem Sieg beim ozeanischen Olympiaqualifikationsturnier in Nouméa für ihre zweiten Olympischen Spiele 2012 in London qualifizieren. Im entscheidenden Finalkampf lag sie bereits deutlich zurück, profitierte dann aber von einer Bestrafung und der Disqualifikation ihrer Kontrahentin.